# Lista posiadaczy NXT Tag Team Championship
NXT Tag Team Championship to mistrzostwo dywizji tag team promowane przez amerykańską federację profesjonalnego wrestlingu WWE, które bronione jako najważniejsze mistrzostwo w brandzie NXT. Podobnie jak w przypadku większości tytułów mistrzowskich w wrestlingu, zdobywcy tytułu mistrzowskiego są wyłaniani na podstawie ustalonego wcześniej scenariusza.
Mistrzostwo zostało wprowadzone 23 stycznia 2013 podczas odcinka tygodniówki NXT. Specjalny gość Shawn Michaels miał ukoronować pierwszych mistrzów wyłonionych w turnieju. 13 lutego 2013 The British Ambition (Adrian Neville i Oliver Grey) pokonali The Wyatt Family (Luke’a Harpera i Ericka Rowana) w finale turnieju, tym samym stając się pierwszymi mistrzami.
W historii było 30 mistrzowskich drużyn, w tym 60 indywidualnych mistrzów, gdzie The Undisputed Era posiadali tytuły rekordowo trzy razy. Indywidualnie Kyle O’Reilly również posiada rekord posiadań, który wynosi trzy. Inauguracyjnymi mistrzami byli British Ambition (Adrian Neville i Oliver Grey). Najdłużej panującymi mistrzami byli The Ascension (Conor O’Brian/Konnor i Rick Victor/Viktor); tytuły dzierżyli 364 dni (WWE uznaje 343 dni, co nadal jest najdłuższym panowaniem). Najkrócej mistrzostwa posiadali Moustache Mountain (Tyler Bate i Trent Seven), gdzie ich panowanie trwało jedynie 2 dni (WWE uznaje 22 dni). W wieku 21 lat Tyler Bate jest najmłodszym mistrzem, zaś najstarszym jest Bobby Fish, który stał się mistrzem w wieku 42 lat.
Obecnymi mistrzami są Hank and Tank (Hank Walker i Tank Ledger), którzy są w swoim pierwszym panowaniu. Pokonali poprzednich mistrzów Nathana Frazera i Axioma na Stand & Deliver, 19 kwietnia 2025.

## Panowania
| Nr        | Ogólny numer panowania                                                     |
| Panowanie | Liczba panowań konkretnego mistrza                                         |
| Dni       | Liczba dni panowania                                                       |
| Dni roz.  | Dni panowania, które są uznawane przez federację na jej oficjalnej stronie |
| +         | Oznacza, że liczba dni w posiadaniu wzrasta z kolejnym dniem               |

| Nr | Mistrzowie                                                                  | Zmiana mistrza            | Zmiana mistrza                         | Zmiana mistrza      | Statystyki panowania | Statystyki panowania | Statystyki panowania | Notka | Odn.          |
| Nr | Mistrzowie                                                                  | Data                      | Gala                                   | Miejsce             | Panowanie            | Dni                  | Dni roz.             | Notka | Odn.          |
| -- | --------------------------------------------------------------------------- | ------------------------- | -------------------------------------- | ------------------- | -------------------- | -------------------- | -------------------- | --- | ------------- |
| 1  | British Ambition (Adrian Neville i Oliver Grey)                             | 31 stycznia 2013(dts)     | NXT                                    | Winter Park, FL     | 1                    | 91                   | 83                   | Pokonali The Wyatt Family (Luke’a Harpera i Ericka Rowana) w finale 8-drużynowego turnieju stając się inauguracyjnymi mistrzami. Wyemitowano 13 lutego 2013. | [ 7 ]         |
| 2  | The Wyatt Family (Luke Harper i Erick Rowan)                                | 2 maja 2013(dts)          | NXT                                    | Winter Park, FL     | 1                    | 49                   | 69                   | Bo Dallas zastąpił kontuzjowanego Olivera Greya. Wyemitowano 8 maja 2013. | [ 8 ]         |
| 3  | Adrian Neville i Corey Graves                                               | 20 czerwca 2013(dts)      | NXT                                    | Winter Park, FL     | 1 (2, 1)             | 84                   | 76                   | Wyemitowano 17 lipca. | [ 9 ]         |
| 4  | The Ascension (Conor O’Brian/Konnor i Rick Victor/Viktor)                   | 12 września 2013(dts)     | NXT                                    | Winter Park, FL     | 1                    | 364                  | 343                  | Podczas ich panowania, pseudonimy ringowe członków tag teamu zostały skrócone odpowiednio do Konnor i Viktor. Wyemitowano 2 października 2013. | [ 11 ]        |
| 5  | The Lucha Dragons (Kalisto i Sin Cara)                                      | 11 września 2014(dts)     | TakeOver: Fatal 4-Way                  | Winter Park, FL     | 1                    | 126                  | 139                  | | [ 12 ]        |
| 6  | Wesley Blake/Blake i Buddy Murphy/Murphy                                    | 15 stycznia 2015(dts)     | NXT                                    | Winter Park, FL     | 1                    | 219                  | 205                  | Podczas ich panowania, pseudonimy ringowe członków tag teamu zostały skrócone odpowiednio do Blake i Murphy. Wyemitowano 28 stycznia 2015. | [ 13 ]        |
| 7  | The Vaudevillains (Aiden English i Simon Gotch)                             | 22 sierpnia 2015(dts)     | TakeOver: Brooklyn                     | Brooklyn, NY        | 1                    | 61                   | 81                   | | [ 14 ]        |
| 8  | The Revival (Dash Wilder i Scott Dawson)                                    | 22 października 2015(dts) | NXT                                    | Winter Park, FL     | 1                    | 162                  | 142                  | Podczas ich panowania, zmienili nazwę tag teamu na The Revival. Wyemitowano 11 listopada 2015. | [ 15 ]        |
| 9  | American Alpha (Chad Gable i Jason Jordan)                                  | 1 kwietnia 2016(dts)      | TakeOver: Dallas                       | Dallas, TX          | 1                    | 68                   | 67                   | | [ 16 ]        |
| 10 | The Revival (Dash Wilder i Scott Dawson)                                    | 8 czerwca 2016(dts)       | TakeOver: The End                      | Winter Park, FL     | 2                    | 164                  | 164                  | | [ 17 ]        |
| 11 | #DIY (Johnny Gargano i Tommaso Ciampa)                                      | 19 listopada 2016(dts)    | TakeOver: Toronto                      | Toronto, ON, Kanada | 1                    | 70                   | 69                   | Był to Two-out-of-three falls match. | [ 18 ]        |
| 12 | The Authors of Pain (Akam i Rezar)                                          | 28 stycznia 2017(dts)     | TakeOver: San Antonio                  | San Antonio, TX     | 1                    | 203                  | 202                  | | [ 19 ]        |
| 13 | SAnitY (Eric Young i Alexander Wolfe)                                       | 19 sierpnia 2017(dts)     | TakeOver: Brooklyn III                 | Brooklyn, NY        | 1                    | 102                  | 123                  | Pojedynek mistrzowski wygrali Wolfe i Young. Killian Dain który zaczynał walkę nie był uznawany jako mistrz. | [ 20 ]        |
| 14 | The Undisputed Era (Adam Cole, Bobby Fish, Kyle O’Reilly i Roderick Strong) | 19 listopada 2017(dts)    | NXT                                    | Winter Park, FL     | 1                    | 180                  | 180                  | Eric Young i Killian Dain reprezentowali SAnitY. Fish i O’Reilly wygrali walkę i początkowo byli mistrzami jako duet. Jednak po tym, jak Fish doznał zerwania więzadła krzyżowego w lewym kolanie, został zastąpiony przez Adama Cole’a, który na TakeOver: New Orleans 7 kwietnia 2018 roku został uznany za mistrza z Fishem i O’Reillym pod zasadą Freebird Rule, z WWE uznając go za „pierwszego w historii podwójnego mistrza w historii NXT” po tym, jak wygrał NXT North American Championship tej samej nocy. 11 kwietnia na nagrywkach NXT, Strong zastąpił Fisha i Cole’a, a on i O’Reilly trzymali i bronili tytułów jako duet. Wyemitowano 20 grudnia 2017. | [ 21 ] [ 22 ] |
| 15 | Moustache Mountain (Tyler Bate i Trent Seven)                               | 19 czerwca 2018(dts)      | United Kingdom Championship Tournament | Londyn, Anglia      | 1                    | 2                    | 22                   | Roderick Strong i Kyle O’Reilly reprezentowali The Undisputed Era. Wyemitowano 26 czerwca 2018. | [ 23 ]        |
| 16 | The Undisputed Era (Kyle O’Reilly i Roderick Strong)                        | 21 czerwca 2018(dts)      | NXT                                    | Winter Park, FL     | 2 (2, 2)             | 219                  | 198                  | Wygrali poprzez poddanie po tym jak Tyler Bate rzucił ręcznik. Wyemitowano 11 lipca 2018. | [ 24 ]        |
| 17 | War Raiders (Hanson i Rowe)                                                 | 26 stycznia 2019(dts)     | TakeOver: Phoenix                      | Phoenix, AZ         | 1                    | 95                   | 109                  | Podczas ich panowania, ich nazwa drużyny została zmieniona na The Viking Experience (i indywidualne pseudonimy ringowe odpowiednio na Ivar i Erik), potem zostali przeniesieni do brandu Raw podczas Superstar Shake-up. W następnym tygodniu ich nazwa tag teamu została ponownie zmieniona na The Viking Raiders. | [ 25 ]        |
| —  | Wakat                                                                       | 1 maja 2019(dts)          | NXT                                    | Winter Park, FL     | —                    | —                    | —                    | The Viking Raiders (Ivar i Erik) dobrowolnie zrezygnowali z tytułu, ponieważ nie byli już częścią NXT. Wyemitowano 15 maja 2019. | [ 26 ]        |
| 18 | Street Profits (Montez Ford i Angelo Dawkins)                               | 1 czerwca 2019(dts)       | TakeOver: XXV                          | Bridgeport, CT      | 1                    | 75                   | 88                   | Był to Fatal 4-way tag team ladder match o zwakowany tytuł, w którym brali udział także Oney Lorcan i Danny Burch, The Undisputed Era (Kyle O’Reilly i Bobby Fish) oraz The Forgotten Sons (Wesley Blake i Steve Cutler). | [ 27 ]        |
| 19 | The Undisputed Era (Bobby Fish i Kyle O’Reilly)                             | 15 sierpnia 2019(dts)     | NXT                                    | Winter Park, FL     | 2 (2, 3)             | 185                  | 172                  | Wyemitowano 28 sierpnia 2019. | [ 28 ]        |
| 20 | The BroserWeights (Matt Riddle i Pete Dunne)                                | 16 lutego 2020(dts)       | TakeOver: Portland                     | Portland, OR        | 1                    | 87                   | 86                   | | [ 29 ]        |
| 21 | Imperium (Fabian Aichner i Marcel Barthel)                                  | 13 maja 2020(dts)         | NXT                                    | Winter Park, FL     | 1                    | 105                  | 105                  | Pokonali Riddle’a i Timothy’ego Thatchera, który zastąpił Dunne’a, ponieważ Dunne (który mieszka w Wielkiej Brytanii) nie mógł podróżować do USA z powodu restrykcji w podróżowaniu związanych z pandemią COVID-19. | [ 30 ]        |
| 22 | Breezango (Tyler Breeze i Fandango)                                         | 26 sierpnia 2020(dts)     | NXT                                    | Winter Park, FL     | 1                    | 56                   | 56                   | | [ 31 ]        |
| 23 | Oney Lorcan i Danny Burch                                                   | 21 października 2020(dts) | NXT                                    | Orlando, FL         | 1                    | 153                  | 152                  | | [ 32 ]        |
| —  | Wakat                                                                       | 23 marca 2021(dts)        | —                                      | —                   | —                    | —                    | —                    | Generalny menadżer NXT William Regal zwakował tytuł, po tym jak Danny Burch doznał kontuzji ramienia. | [ 33 ] [ 34 ] |
| 24 | MSK (Wes Lee i Nash Carter)                                                 | 7 kwietnia 2021(dts)      | TakeOver: Stand & Deliver Noc 1        | Orlando, FL         | 1                    | 202                  | 202                  | Był to Triple threat tag team match o zwakowany tytuł, w którym brali również udział Grizzled Young Veterans (James Drake i Zack Gibson) oraz Legado Del Fantasma (Raul Mendoza i Joaquin Wilde). | [ 35 ]        |
| 25 | Imperium (Fabian Aichner i Marcel Barthel)                                  | 26 października 2021(dts) | NXT 2.0: Halloween Havoc               | Orlando, FL         | 2                    | 158                  | 158                  | Był to Lumber Jack-o'-Lantern match. | [ 36 ]        |
| 26 | MSK (Wes Lee i Nash Carter)                                                 | 2 kwietnia 2022(dts)      | Stand & Deliver                        | Dallas, TX          | 2                    | 6                    | 5                    | Był to Triple threat tag team match, w którym brali również udział The Creed Brothers (Julius Creed i Brutus Creed). | [ 37 ]        |
| —  | Wakat                                                                       | 8 kwietnia 2022(dts)      | —                                      | —                   | —                    | —                    | —                    | Tytuł został zwakowany z powodu zwolnienia Nasha Cartera. | [ 38 ]        |
| 27 | Pretty Deadly (Elton Prince i Kit Wilson)                                   | 12 kwietnia 2022(dts)     | NXT 2.0                                | Orlando, FL         | 1                    | 53                   | 52                   | Był to Gauntlet match o zwakowany tytuł, w którym brali również udział The Creed Brothers (Julius Creed i Brutus Creed), Legado del Fantasma (Raul Mendoza i Joaquin Wilde), Josh Briggs i Brooks Jensen oraz Grayson Waller i Sanga. | [ 39 ]        |
| 28 | The Creed Brothers (Brutus Creed i Julius Creed)                            | 4 czerwca 2022(dts)       | In Your House                          | Orlando, FL         | 1                    | 92                   | 91                   | Jeśli The Creed Brothers by przegrali, musieli by opuścić Diamond Mine. | [ 40 ]        |
| 29 | Pretty Deadly (Elton Prince i Kit Wilson)                                   | 4 września 2022(dts)      | Worlds Collide                         | Orlando, FL         | 2                    | 97                   | 97                   | Był to Fatal 4-way tag team elimination match, w którym brali również udział NXT UK Tag Team Championi Brooks Jensen i Josh Briggs oraz Gallus (Mark Coffey i Wolfgang) unifikujący NXT UK Tag Team Championship z NXT Tag Team Championship. | [ 41 ]        |
| 30 | The New Day (Kofi Kingston i Xavier Woods)                                  | 10 grudnia 2022(dts)      | Deadline                               | Orlando, FL         | 1                    | 56                   | 56                   | | [ 42 ]        |
| 31 | Gallus (Mark Coffey i Wolfgang)                                             | 4 lutego 2023(dts)        | Vengeance Day                          | Charlotte, NC       | 1                    | 176                  | 175                  | Był to Fatal 4-way tag team match, w którym brali również udział Pretty Deadly (Elton Prince i Kit Wilson) oraz Chase University (Andre Chase i Duke Hudson). | [ 43 ]        |
| 32 | Tony D’Angelo i Channing „Stacks” Lorenzo                                   | 30 lipca 2023(dts)        | The Great American Bash                | Cedar Park, TX      | 1                    | 86                   | 86                   | | [ 44 ]        |
| 33 | Chase U (Andre Chase i Duke Hudson)                                         | 24 października 2023(dts) | NXT: Halloween Havoc Tydzień 1         | Orlando, FL         | 1                    | 21                   | 21                   | | [ 45 ]        |
| 34 | Tony D’Angelo i Channing „Stacks” Lorenzo                                   | 14 listopada 2023(dts)    | NXT                                    | Orlando, FL         | 2                    | 91                   | 91                   | | [ 46 ]        |
| 35 | Bron Breakker i Baron Corbin                                                | 13 lutego 2024(dts)       | NXT                                    | Orlando, FL         | 1                    | 56                   | 55                   | | [ 47 ]        |
| 36 | Axiom i Nathan Frazer                                                       | 9 kwietnia 2024(dts)      | NXT                                    | Orlando, FL         | 1                    | 126                  | 126                  | | [ 48 ]        |
| 37 | Chase U (Andre Chase i Ridge Holland)                                       | 13 sierpnia 2024(dts)     | NXT                                    | Orlando, FL         | 2 (2, 1)             | 19                   | 18                   | | [ 49 ]        |
| 38 | Axiom i Nathan Frazer                                                       | 1 września 2024(dts)      | No Mercy                               | Denver, CO          | 2                    | 230                  | 229                  | | [ 50 ]        |
| 39 | Hank and Tank (Hank Walker i Tank Ledger)                                   | 19 kwietnia 2025(dts)     | Stand & Deliver                        | Paradise, NV        | 1                    | 103+                 | 103+                 | | [ 6 ]         |

## Łączna liczba panowań

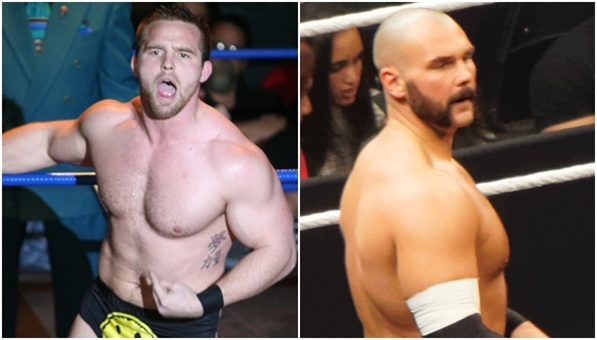
Dwukrotni posiadacze tytułów – The Revival (Dash Wilder (po lewej) i Scott Dawson (po prawej)).

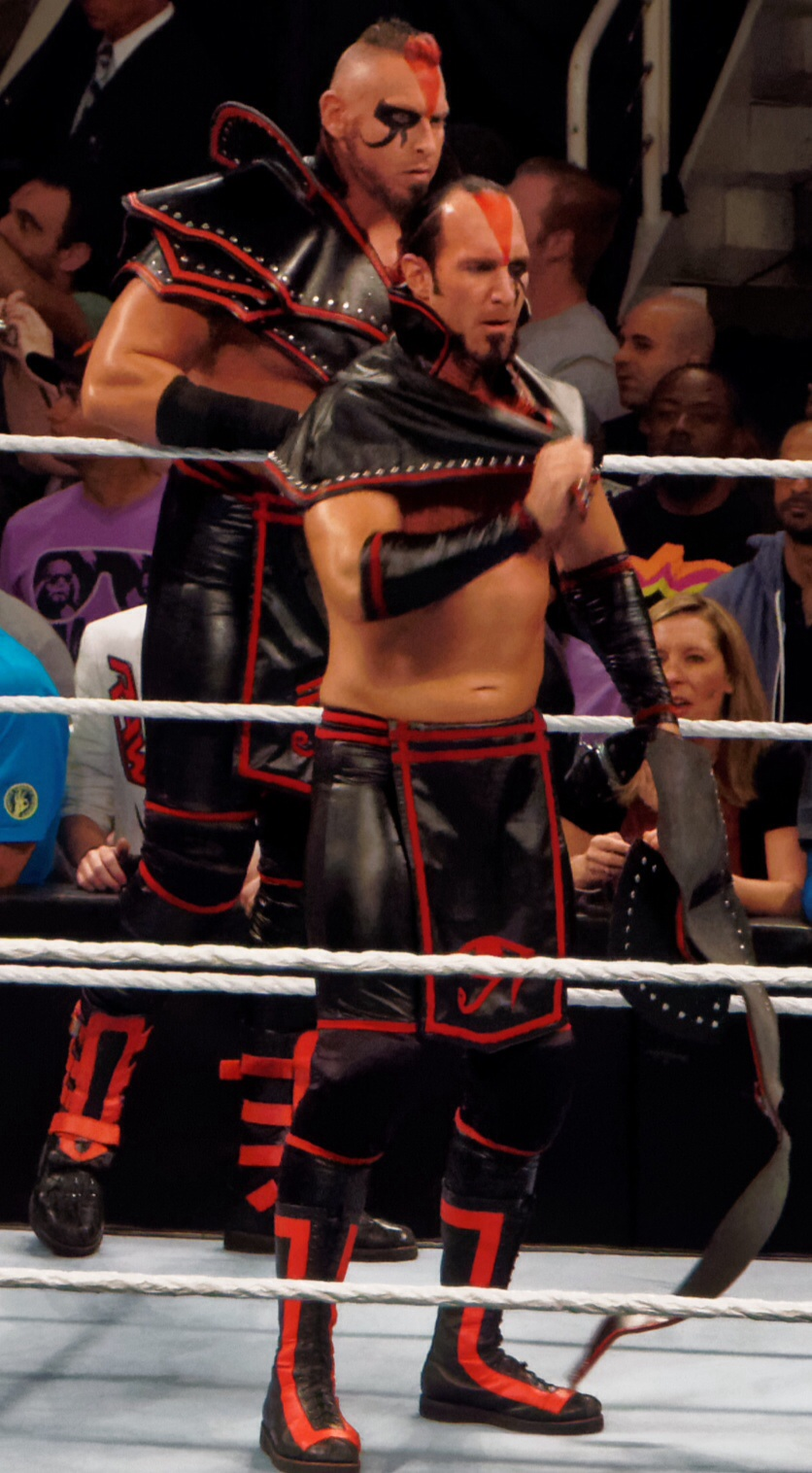
The Ascension (Konnor i Viktor), których panowanie było najdłuższym w historii.

Na stan z 31 lipca 2025
| † | Oznaczenie obecnych mistrzów |

### Drużynowo
| Miejsce | Drużyna | Liczba panowań | Łączna liczba dni | Łączna liczba dni według WWE |
| ------- | --- | -------------- | ----------------- | ---------------------------- |
| 1       | The Undisputed Era (1 panowanie: Adam Cole, Bobby Fish, Kyle O’Reilly i Roderick Strong) (2 panowanie: O’Reilly i Strong) (3 panowanie: Fish i O’Reilly) | 3              | 606               | 550                          |
| 2       | The Ascension (Konnor i Viktor) | 1              | 364               | 343                          |
| 3       | Axiom i Nathan Frazer) | 2              | 356               | 355                          |
| 4       | The Revival (Dash Wilder i Scott Dawson) | 2              | 326               | 306                          |
| 5       | Imperium (Fabian Aichner i Marcel Barthel) | 1              | 263               | 263                          |
| 6       | Buddy Murphy i Wesley Blake | 1              | 219               | 205                          |
| 7       | MSK (Wes Lee i Nash Carter) | 2              | 208               | 207                          |
| 8       | The Authors of Pain (Akam i Rezar) | 1              | 203               | 202                          |
| 9       | Tony D’Angelo i Channing „Stacks” Lorenzo | 1              | 178               | 178                          |
| 10      | Gallus (Mark Coffey i Wolfgang) | 1              | 176               | 175                          |
| 11      | Danny Burch i Oney Lorcan | 1              | 153               | 152                          |
| 12      | Pretty Deadly (Elton Prince i Kit Wilson) | 2              | 150               | 149                          |
| 13      | The Lucha Dragons (Kalisto i Sin Cara) | 1              | 126               | 139                          |
| 14      | Hank and Tank (Hank Walker i Tank Ledger) † | 1              | 103+              | 103+                         |
| 15      | Sanity (Alexander Wolfe i Eric Young) | 1              | 102               | 123                          |
| 16      | War Raiders (Hanson i Rowe) | 1              | 95                | 109                          |
| 17      | The Creed Brothers (Brutus Creed i Julius Creed) | 1              | 92                | 92                           |
| 18      | British Ambition (Adrian Neville i Oliver Grey) | 1              | 91                | 83                           |
| 19      | The BroserWeights (Riddle i Pete Dunne) | 1              | 87                | 86                           |
| 20      | Adrian Neville i Corey Graves | 1              | 84                | 76                           |
| 21      | Street Profits (Angelo Dawkins i Montez Ford) | 1              | 75                | 88                           |
| 22      | #DIY (Johnny Gargano i Tommaso Ciampa) | 1              | 70                | 69                           |
| 23      | American Alpha (Chad Gable i Jason Jordan) | 1              | 68                | 67                           |
| 24      | The Vaudevillains (Aiden English i Simon Gotch) | 1              | 61                | 81                           |
| 25      | Breezango (Fandango i Tyler Breeze) | 1              | 56                | 56                           |
| 25      | The New Day (Kofi Kingston i Xavier Woods) | 1              | 56                | 56                           |
| 25      | Bron Breakker i Baron Corbin | 1              | 56                | 55                           |
| 28      | The Wyatt Family (Erick Rowan i Luke Harper) | 1              | 49                | 69                           |
| 29      | Chase U (Andre Chase i Duke Hudson) | 1              | 21                | 21                           |
| 30      | Chase U (Andre Chase i Ridge Holland) | 1              | 19                | 18                           |
| 31      | Moustache Mountain (Tyler Bate i Trent Seven) | 1              | 2                 | 22                           |

### Indywidualnie
| Miejsce | Wrestler         | Liczba panowań | Łączna liczba dni | Łączna liczba dni według WWE |
| ------- | ---------------- | -------------- | ----------------- | ---------------------------- |
| 1       | Kyle O’Reilly1   | 3              | 606               | 550                          |
| 2       | Bobby Fish1      | 2              | 387               | 352                          |
| 3       | Conor O’Brian    | 1              | 364               | 343                          |
| 3       | Rick Victor      | 1              | 364               | 343                          |
| 5       | Dash Wilder      | 2              | 326               | 306                          |
| 5       | Scott Dawson     | 2              | 326               | 306                          |
| 7       | Axiom            | 2              | 356               | 355                          |
| 7       | Nathan Frazer    | 2              | 356               | 355                          |
| 9       | Roderick Strong1 | 2              | 288               | 378                          |
| 10      | Fabian Aichner   | 2              | 263               | 263                          |
| 10      | Marcel Barthel   | 2              | 263               | 263                          |
| 12      | Buddy Murphy     | 1              | 219               | 205                          |
| 12      | Wesley Blake     | 1              | 219               | 205                          |
| 14      | Nash Carter      | 2              | 208               | 207                          |
| 14      | Wes Lee          | 2              | 208               | 207                          |
| 16      | Akam             | 1              | 203               | 202                          |
| 16      | Rezar            | 1              | 203               | 202                          |
| 18      | Tony D’Angelo    | 2              | 178               | 178                          |
| 18      | Channing         | 2              | 178               | 178                          |
| 20      | Mark Coffey      | 1              | 176               | 175                          |
| 20      | Wolfgang         | 1              | 176               | 175                          |
| 22      | Adrian Neville   | 2              | 175               | 159                          |
| 23      | Oney Lorcan      | 1              | 153               | 152                          |
| 23      | Danny Burch      | 1              | 153               | 152                          |
| 25      | Elton Prince     | 2              | 150               | 149                          |
| 25      | Kit Wilson       | 2              | 150               | 149                          |
| 27      | Kalisto          | 1              | 126               | 139                          |
| 27      | Sin Cara         | 1              | 126               | 139                          |
| 29      | Hank Walker †    | 1              | 103+              | 103+                         |
| 29      | Tank Ledger †    | 1              | 103+              | 103+                         |
| 31      | Eric Young       | 1              | 102               | 123                          |
| 31      | Alexander Wolfe  | 1              | 102               | 123                          |
| 33      | Hanson/Ivar      | 1              | 95                | 109                          |
| 33      | Erik/Rowe        | 1              | 95                | 109                          |
| 35      | Brutus Creed     | 1              | 92                | 92                           |
| 35      | Julius Creed     | 1              | 92                | 92                           |
| 37      | Oliver Grey      | 1              | 91                | 83                           |
| 38      | Matt Riddle      | 1              | 87                | 86                           |
| 38      | Pete Dunne       | 1              | 87                | 86                           |
| 40      | Corey Graves     | 1              | 84                | 76                           |
| 41      | Montez Ford      | 1              | 75                | 88                           |
| 41      | Angelo Dawkins   | 1              | 75                | 88                           |
| 43      | Johnny Gargano   | 1              | 70                | 69                           |
| 43      | Tommaso Ciampa   | 1              | 70                | 69                           |
| 45      | Chad Gable       | 1              | 68                | 67                           |
| 45      | Jason Jordan     | 1              | 68                | 67                           |
| 47      | Aiden English    | 1              | 61                | 81                           |
| 47      | Simon Gotch      | 1              | 61                | 81                           |
| 49      | Tyler Breeze     | 1              | 56                | 56                           |
| 49      | Fandango         | 1              | 56                | 56                           |
| 49      | Kofi Kingston    | 1              | 56                | 56                           |
| 49      | Xavier Woods     | 1              | 56                | 56                           |
| 49      | Bron Breakker    | 1              | 56                | 55                           |
| 49      | Baron Corbin     | 1              | 56                | 55                           |
| 55      | Luke Harper      | 1              | 49                | 69                           |
| 55      | Erick Rowan      | 1              | 49                | 69                           |
| 57      | Andre Chase      | 2              | 40                | 39                           |
| 58      | Duke Hudson      | 1              | 21                | 21                           |
| 59      | Ridge Holland    | 1              | 19                | 18                           |
| 60      | Adam Cole1       | 1              | 4                 | 180                          |
| 61      | Tyler Bate       | 1              | 2                 | 22                           |
| 61      | Trent Seven      | 1              | 2                 | 22                           |

1Fish i O’Reilly wygrali walkę i początkowo byli mistrzami jako duet. Adama Cole został uznany za mistrza na TakeOver: New Orleans 7 kwietnia 2018 roku z Fishem i O’Reillym pod zasadą Freebird Rule. 11 kwietnia na nagrywkach NXT, Strong zastąpił Fisha i Cole’a, a on i O’Reillym trzymali i bronili tytułów jako duet; WWE uznaje to za pojedyncze, 180-dniowe, nieprzerwane panowanie wszystkich czterech mężczyzn.